# Ulen (Minnesota)
Ulen è un comune degli Stati Uniti d'America, situato nello Stato del Minnesota, nella contea di Clay.